# Вермандель, Рене
Рене Вермандель (нидерл. René Vermandel; 23 марта 1893, Зелзате, Бельгия — 20 апреля 1958, Андерлехт, Бельгия) — бельгийский профессиональный шоссейный велогонщик в 1920—1931 годах. Двукратный Чемпион Бельгии в групповой гонке (1922, 1924). 

## Достижения

### Шоссе
1919
2-й Гран-при Франсуа Фабера
1920
1-й — Этапы 3 и 4 Тур Бельгии
3-й Париж — Брюссель
3-й Чемпионат Бельгии — Групповая гонка
1921
1-й  Тур Бельгии — Генеральная классификация
1-й — Этап 3
1-й Схал Селс
1-й Тур Фландрии
1-й Схелдепрейс
1-й De Drie Zustersteden
2-й Чемпионат Бельгии — Групповая гонка
2-й Critérium des As
4-й Париж — Рубе
1922
1-й  Чемпион Бельгии - Групповая гонка
1-й  Тур Бельгии — Генеральная классификация
1-й — Этапы 1, 2, 3 и 5
1-й Critérium des As
3-й Париж — Брюссель
1923
1-й Льеж — Бастонь — Льеж
1-й Схал Селс
1-й Circuit de Paris
1-й — Этап 4 Тур Бельгии
2-й Париж — Рубе
3-й Чемпионат Бельгии — Групповая гонка
1924
1-й  Чемпион Бельгии - Групповая гонка
1-й Льеж — Бастонь — Льеж
1-й Схелдепрейс
1-й — Этапы 1 и 5 Тур Бельгии
2-й Тур Фландрии
3-й Схал Селс
3-й Circuit de Paris
1925
3-й Схал Селс
7-й Париж — Рубе
1926
2-й Схал Селс
1928
3-й Тур Бельгии — Генеральная классификация
1-й — Этап 3

### Циклокрос, Трек
1921
1-й  Чемпион Бельгии по циклокросу
1927
1-й Шесть дней Брюсселя
1929
3-й Шесть дней Дортмунда
1930
2-й Шесть дней Брюсселя